# Singapore Tri-Nation Series 2019/20
Die Singapure Tri-Nation Series 2019/20 war ein Drei-Nationen-Turnier, das vom 27. September bis zum 3. Oktober 2019 in Singapur im Twenty20-Cricket ausgetragen wurde. Bei dem zur internationalen Cricket-Saison 2019/20 gehörenden Turnier nahmen neben dem Gastgeber die Mannschaften aus Nepal und Simbabwe teil. In der Gruppe konnte sich Simbabwe vor Nepal und Singapur durchsetzen.

## Vorgeschichte
Simbabwe spielte zuvor ein Drei-Nationen-Turnier in Bangladesch, für die anderen beiden Mannschaften war  es die erste Tour der Saison. Singapur bereitet sich, nachdem sie in der Qualifikation unter anderem Nepal hinter sich gelassen hatten, dabei auf den ICC T20 World Cup Qualifier 2019 in den Vereinigten Arabischen Emiraten vor. Simbabwe war zum Zeitpunkt des Turniers vom Weltverband ICC suspendiert und somit von der Qualifikation für die Weltmeisterschaft ausgeschlossen.

## Format
In einer Vorrunde spielte jede Mannschaft gegen jede zwei Mal. Für einen Sieg gab es zwei, für ein Unentschieden oder No Result einen Punkt.

## Stadion
Das folgende Stadion wurde für diesen Wettbewerb vorgesehen.
| Stadion                   | Stadt    | Kapazität | Spiele        |
| ------------------------- | -------- | --------- | ------------- |
| Indian Association Ground | Singapur |           | 1. – 6. Spiel |

## Kaderlisten
Die Kader wurden kurz vor dem Turnier bekanntgegeben.
| ODI | ODI | ODI |
| Singapur | Nepal | Simbabwe |
| --- | --- | --- |
| - Amjad Mahboob (K) - Aahan Gopinath Achar - Vinoth Baskaran - Surendran Chandramohan - Tim David - Avi Dixit - Aritra Dutta - Rezza Gaznavi - Anantha Krishna - Arjun Mutreja - Navin Param - Janak Prakash - Utsav Rakshit - Rohan Rangarajan - Manpreet Singh (wk) - Sidhant Singh - Aryaman Sunil - Selladore Vijayakumar | - Paras Khadka (K) - Dipendra Singh Airee (VK) - Binod Bhandari (wk) - Sushan Bhari - Avinash Bohara - Sundeep Jora - Sompal Kami - Karan KC - Sandeep Lamichhane - Kushal Malla - Ishan Pandey - Rohit Paudel - Lalit Rajbanshi - Pawan Sarraf - Aarif Sheikh | - Sean Williams (K) - Ryan Burl - Regis Chakabva - Brian Chari - Tendai Chatara - Craig Ervine - Daniel Jakiel - Neville Madziva - Timycen Maruma - Wellington Masakadza - William Mashinge - Peter Moor - Richmond Mutumbami (wk) - Tinotenda Mutombodzi - Tony Munyonga - Richard Ngarava |

## Spiele
Tabelle
| Teams    | Sp. | S | N | NR | P | NRR    |
| -------- | --- | - | - | -- | - | ------ |
| Simbabwe | 4   | 3 | 1 | 0  | 6 | +0.833 |
| Nepal    | 4   | 1 | 2 | 1  | 3 | −0.383 |
| Singapur | 4   | 1 | 2 | 1  | 3 | −0.871 |

Spiele
| 27. September Scorecard | Singapur | Nepal 132-6 (20)               | – | Simbabwe 133-5 (18.1) |
|                         |          | Simbabwe gewinnt mit 5 Wickets |   |                       |

| 28. September Scorecard | Singapur | Singapur 151-3 (20)         | – | Nepal 154-1 (16) |
|                         |          | Nepal gewinnt mit 9 Wickets |   |                  |

| 29. September Scorecard | Singapur | Singapur 181-9 (18/18)      | – | Simbabwe 177-7 (18/18) |
|                         |          | Singapur gewinnt mit 4 Runs |   |                        |

| 1. Oktober Scorecard | Singapur | Simbabwe 160-6 (20)          | – | Nepal 120-9 (20) |
|                      |          | Simbabwe gewinnt mit 40 Runs |   |                  |

| 2. Oktober Scorecard | Singapur | Singapur | – | Nepal |
|                      |          | Abgesagt |   |       |

| 3. Oktober Scorecard | Singapur | Singapur 167-7 (20)            | – | Simbabwe 168-2 (18.4) |
|                      |          | Simbabwe gewinnt mit 8 Wickets |   |                       |